# Campeonato Mundial de Lucha de 2016
El LXVII Campeonato Mundial de Lucha se celebró en Budapest (Hungría) entre el 10 y el 11 de diciembre de 2016 bajo la organización de United World Wrestling (UWW) y la Federación Húngara de Lucha. Es un campeonato para las categorías no disputadas en los Juegos Olímpicos de ese año.
Las competiciones se realizaron en el Centro de Deportes y Eventos SYMA de la capital húngara.

## Resultados

### Lucha grecorromana masculina
| Evento        | Oro                         | Plata                    | Bronce                                                 |
| ------------- | --------------------------- | ------------------------ | ------------------------------------------------------ |
| 71 kg (10.12) | Bálint Korpási · Hungría    | Daniel Cataraga Moldavia | Həsən Əliyev · Azerbaiyán · Ilie Cojocari · Rumania    |
| 80 kg (11.12) | Ramazan Abacharayev · Rusia | Aslan Atem Turquía       | Jonibek Otabekov · Uzbekistán · László Szabó · Hungría |

### Lucha libre masculina
| Evento        | Oro                          | Plata                         | Bronce                                                      |
| ------------- | ---------------------------- | ----------------------------- | ----------------------------------------------------------- |
| 61 kg (10.12) | Logan Stieber Estados Unidos | Beka Lomtadze Georgia         | Ajmed Chakayev · Rusia · Əhmədnəbi Qvarzatilov · Azerbaiyán |
| 70 kg (11.12) | Magomed Kurbanaliyev · Rusia | Nurlan Bekzhanov · Kazajistán | Elaman Dogdurbek · Kirguistán · Mostafa Hoseinjani · Irán   |

### Lucha libre femenina
| Evento        | Oro                | Plata                        | Bronce                                                            |
| ------------- | ------------------ | ---------------------------- | ----------------------------------------------------------------- |
| 55 kg (10.12) | Mayu Mukaida Japón | Irina Ologonova · Rusia      | Aiym Abdildina · Kazajistán · Davaasüjiin Otgontsetseg · Mongolia |
| 60 kg (11.12) | Pei Xingru China   | Allison Ragan Estados Unidos | Emese Barka · Hungría · Linda Morais · Canadá                     |

## Medallero
| Núm. | País           | Oro | Plata | Bronce | Total |
| ---- | -------------- | --- | ----- | ------ | ----- |
| 1    | Rusia          | 2   | 1     | 1      | 4     |
| 2    | Estados Unidos | 1   | 1     | 0      | 2     |
| 3    | Hungría        | 1   | 0     | 2      | 3     |
| 4    | China          | 1   | 0     | 0      | 1     |
| 4    | Japón          | 1   | 0     | 0      | 1     |
| 6    | Kazajistán     | 0   | 1     | 1      | 2     |
| 7    | Georgia        | 0   | 1     | 0      | 1     |
| 7    | Moldavia       | 0   | 1     | 0      | 1     |
| 7    | Turquía        | 0   | 1     | 0      | 1     |
| 10   | Azerbaiyán     | 0   | 0     | 2      | 2     |
| 11   | Canadá         | 0   | 0     | 1      | 1     |
| 11   | Irán           | 0   | 0     | 1      | 1     |
| 11   | Kirguistán     | 0   | 0     | 1      | 1     |
| 11   | Mongolia       | 0   | 0     | 1      | 1     |
| 11   | Rumania        | 0   | 0     | 1      | 1     |
| 11   | Uzbekistán     | 0   | 0     | 1      | 1     |
|      | TOTAL          | 6   | 6     | 12     | 24    |